# AFI (band)

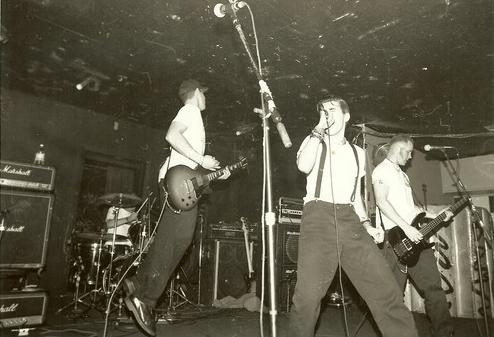
AFI (1995)

AFI is een Amerikaanse rockband uit Ukiah, Californië. AFI staat voor A Fire Inside. De band werd opgericht in 1991.

## Geschiedenis

### Beginjaren (1991-1999)
AFI werd in 1991 opgericht door Davey Havok (zang), Mark Stopholese (gitaar) en Vic Chalker (bas). De leden studeerden aan dezelfde middelbare school in Ukiah, Californië en konden stuk voor stuk nog geen enkel instrument spelen. Ook was het even zoeken naar een drummer die gevonden werd in Adam Carson, simpelweg omdat hij een drumstel had. Hun eerste wapenfeit was de split Dork met Loose Change. In die tijd speelden ze nog hardcore punk. In Loose Change speelde toen huidig gitarist Jade Puget. Chalker verliet al snel hierna de band en werd vervangen door Geoff Kresge.
De band ging echter uit elkaar omdat alle leden op verschillende plaatsen hogere studies aanvatten. Kresge speelde in tussentijd ook nog bij Blanks 77. AFI kwam echter weer bij elkaar voor een reünie-optreden en alle leden besloot hierna toch fulltime aan de band te gaan werken. Tussen 1993 en 1995 brachten ze verscheidene ep's uit en in 1995 volgde ook hun eerste full album: Answer That and Stay Fashionable. In 1996 volgde Very Proud of Ya.
Kresge verliet na een aantal tournees de band en werd vervangen door Hunter Burgan die na de opnamen van Shut Your Mouth and Open Your Eyes fulltime bassist werd bij de band.

### Het keerpunt (1999-2002)
Na de opnamen van de A Fire Inside-ep in 1998 verliet Stopholese de band en werd hij vervangen door Jade Puget. De band nam met hem Black Sails in the Sunset op, een muzikaal keerpunt in de carrière van de band. Zo werden er horrorpunk-invloeden in de muziek verwerkt. Daarnaast verzorgde The Offspring-zanger Dexter Holland ook gastvocalen op een aantal nummers van het album.
Op de ep All Hallows stond het nummer "Totalimmortal" dat de nodige airplay op de radio in de Verenigde Staten kreeg waardoor AFI doorbrak naar een breder publiek.
Met het album The Art of Drowning wisten ze weer naar een iets breder publiek door te breken, mede dankzij de single "The Days of the Phoenix".

### Commercieel succes (2002-)
In 2002 stapte AFI over van Nitro Records naar major Dreamworks Records. Hier brachten ze in 2003 Sing the Sorrow op uit. Ze kregen daarnaast ook een MTV Video Music Award voor de video van "Girl's Not Grey".
Volgend op dit succes brachten ze in 2006 het album Decemberunderground uit. De muziek evolueerde nog verder en bevatte ook newwave-elementen. De single "Miss Murder" scoorde hoog in de Verenigde Staten en ook "Love Like Winter" was succesvol. In december van hetzelfde jaar bracht de band de dvd I Heard a Voice uit.
Op 29 september 2009 werd het nieuwe album Crash Love uitgebracht, waarvan een gewone versie en een luxe-editie bestaat.
De singles van dit album zijn de nummers "Medicate" en "Beautiful Thieves". Crash Love is een album dat meer klinkt als Rock dan Punk. Dit in tegenstelling tot de vorige albums.
In 2013 tekende AFI bij het label Republic Records.
Het nieuwe album getiteld Burials kwam uit op 22 oktober.

## Bezetting
- Davey Havok - zanger
- Jade Puget - gitarist
- Hunter Burgan - basgitarist
- Adam Carson - drummer

### Voormalige bandleden
- Mark Stopholese - gitarist
- Geoff Kresge- basgitarist
- Vic Chalker - basgitarist

## Discografie

### Albums
| Album met eventuele hitnotering(en) in de Nederlandse Album Top 100 | Datum van verschijnen | Datum van binnenkomst | Hoogste positie | Aantal weken | Opmerkingen   |
| ------------------------------------------------------------------- | --------------------- | --------------------- | --------------- | ------------ | ------------- |
| Answer That and Stay Fashionable                                    | 1995                  | -                     | -               | -            |               |
| Very Proud of Ya                                                    | 1996                  | -                     | -               | -            |               |
| Shut Your Mouth and Open Your Eyes                                  | 1997                  | -                     | -               | -            |               |
| Black Sails in the Sunset                                           | 1999                  | -                     | -               | -            |               |
| The Art of Drowning                                                 | 2000                  | -                     | -               | -            |               |
| Sing the Sorrow                                                     | 01-04-2003            | -                     | -               | -            |               |
| AFI (Retrospective)                                                 | 27-07-1979            | -                     | -               | -            | Verzamelalbum |
| Decemberunderground                                                 | 02-06-2006            | -                     | -               | -            |               |
| Crash Love                                                          | 25-09-2009            | -                     | -               | -            |               |
| Burials                                                             | 18-10-2013            | -                     | -               | -            |               |
| AFI (The blood album)                                               | 20-01-2017            | -                     | -               | -            |               |
| The missing man                                                     | 21-12-2018            | -                     | -               | -            |               |

### Singles
| Single met eventuele hitnotering(en) in de Nederlandse Top 40 | Datum van verschijnen | Datum van binnenkomst | Hoogste positie | Aantal weken | Opmerkingen |
| ------------------------------------------------------------- | --------------------- | --------------------- | --------------- | ------------ | ----------- |
| Girl's not grey                                               | 12-01-2003            | -                     | -               | -            |             |
| Miss murder                                                   | 29-07-2006            | -                     | -               | -            |             |
| Love like winter                                              | 06-11-2006            | -                     | -               | -            |             |

### Ep's
- Dork (1993)
- Behind The Times (1993)
- Eddie's Picnic All Wet (1994)
- This Is Berkeley, Not West Bay (1994)
- AFI/Heckle Split (1995)
- Bombing The Bay (1995)
- Fly In The Ointment (1995)
- A Fire Inside (1998)
- Black Sails (1999)
- All Hallow's (1999)
- The Days of the Phoenix (2001)
- 336/Now The World Picture Disc (2002)
- The Missing Man (2018)

### Dvd
- I Heard a Voice (2006)